# Пиљенице
Пиљенице су насељено место у општини Липовљани, у западној Славонији, Република Хрватска.

## Историја
До нове територијалне организације налазило се у саставу бивше велике општине Новска.

## Становништво
На попису становништва 2011. године, Пиљенице су имале 417 становника.

## Попис1991.
На попису становништва 1991. године, насељено место Пиљенице је имало 461 становника, следећег националног састава:
| Попис 1991.‍  | Попис 1991.‍  | Попис 1991.‍ | Попис 1991.‍ | Попис 1991.‍ |
| ------------ | ------------ | ----------- | ----------- | ----------- |
|              |              |             |             |             |
| Хрвати       | Хрвати       |             | 439         | 95,22%      |
| Срби         | Срби         |             | 11          | 2,38%       |
| Чеси         | Чеси         |             | 2           | 0,43%       |
| Мађари       | Мађари       |             | 1           | 0,21%       |
| неопредељени | неопредељени |             | 2           | 0,43%       |
| непознато    | непознато    |             | 6           | 1,30%       |
| укупно: 461  |              |             |             |             |